# Northamptonshire County Cricket Club
Der Northamptonshire County Cricket Club repräsentiert die traditionelle Grafschaft Northamptonshire in den nationalen Meisterschaften im englischen Cricket.

## Geschichte

### Die Anfänge
Cricket kann in Northampton bis 1820 zurückgeführt werden, jedoch gelang die Gründung des County Cricket Clubs erst 1878. Northamptonshire spielte vereinzelte County Matches, die sich bis zum Ende der 1880er Jahre häuften. Als 1890 die offizielle County Championship gegründet wurde, war Northamptonshire nicht Teil davon. Ab 1895 nahmen sie an der Minor Counties Cricket Championship teil und konnten sie erstmals 1899 mit einem geteilten Titel mit Buckinghamshire die dortige Meisterschaft gewinnen. 1900 gelang die Wiederholung, als man den Titel mit Durham und Glamorgan teilte. Mit der doppelten Meisterschaft 1903 und 1904, die vor allem durch die Bowler George Thompson und William East entschieden wurden, war der Weg zum First-Class-Status geebnet. Ihr erstes First-Class-Spiel fand innerhalb der Saison 1905 gegen Hampshire in Southampton statt, dass in einem Remis endete. Ihre Heimspiele trugen sie in dem seit 1880 genutzten County Cricket Ground in Northampton aus. In der Meisterschaft endeten sie zunächst zumeist in der unteren Tabellenhälfte, da die Schlagfähigkeiten des Teams nicht ausreichten. Dies änderte sich erst kurz vor dem Ersten Weltkrieg, als man 1912 den zweiten und 1913 einen vierten Platz errang. Mit dem Eintritt des Krieges folgte der große Abstieg. Zwischen den Kriegen war die beste Platzierung ein 11. Platz und nach einem letzten Platz 1923 folgten zwei Aufeinanderfolgende 1930 und 1931. Besonders erfolglos waren sie dann zwischen dem 14. Mai 1935 und dem 29. Mai 1939, als ihnen kein einziger Sieg gelang. Folgerichtig wurden sie in fünf Saisons in Folge (1934, 1935, 1936, 1937, 1938) Tabellenletzter. Unter anderem war der Grund dafür, dass der englische Nationalspieler Fred Bakewell 1936 bei einem Autounfall so stark verletzt wurde, dass er nicht mehr für Northampton spielen konnte.

### Nach dem Zweiten Weltkrieg

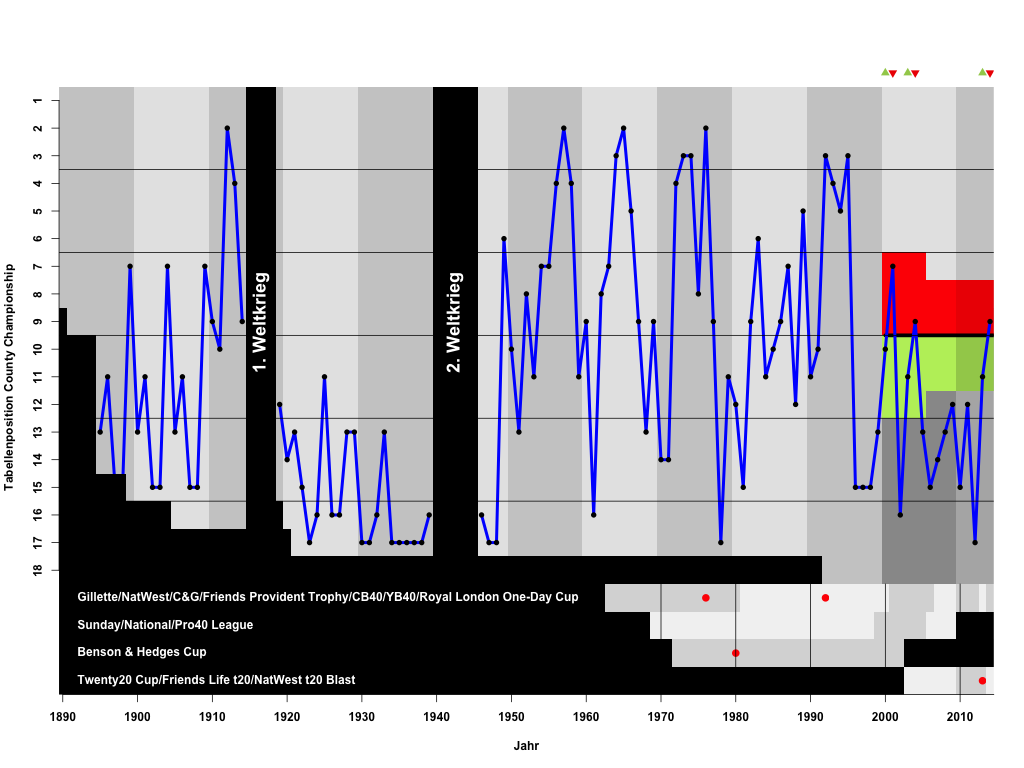
Performance des Northamptonshire County Cricket Club im First Class, One-Day und T20 Cricket in den nationalen englischen Wettbewerben.

Nach dem Krieg waren die ersten drei Saisons mit einem vorletzten (1946) und zwei letzten Plätzen (1947 und 1948) nicht besser, jedoch setzte dann ein langsamer Umbruch ein. Mit der Verpflichtung von Freddie Brown von Surrey als Kapitän erzielte man in dieser Saison den sechsten Platz. Die nächsten Jahre verbrachte Northamptonshire im Mittelfeld, bevor Brown 1953 zurücktrat. Jedoch hatte der Club in dieser Zeit mit Jock Livingston, George Tribe und Jack Manning drei Australier verpflichtet, die die Mannschaft stabilisierten. Zusammen mit Bowler Frank Tyson und Batsman Raman Subba Row gelang ihnen 1957 ein zweiter Platz. Nach einem abrutschen der ihnen einen vorletzten Platz 1961 einbrachte, gelang ihnen der Wiederaufstieg in die obere Tabellenhälfte und ein weiterer zweiter Platz 1965. Das Team rutschte danach wieder ab und 1969 verloren sie mit Colin Miburn einen weiteren Spieler durch einen Autounfall. Der nachfolgende Aufstieg führte zur Erfolgreichsten Zeit des Clubs. Unter anderem hatten als Überseespieler Bishan Singh Bedi, Mushtaq Mohammad und Sarfraz Nawaz verpflichtet, und so das Team wesentlich verbessert. 1973 und 1974 erzielten sie jeweils dritte Plätze in der County Championship.

### Zeit der One-Day Erfolge
1976 gewannen sie ihren ersten Titel in einer One-Day Meisterschaft, als sie den Gillette Cup gewannen. Auch erzielten sie in dieser Saison den zweiten Platz in der County Championship. Mit dem Eintritt von Allan Lamb 1978 konnte das Team noch einmal verstärkt werden und so wurden sie im  Gillette Cup 1979 Zweiter, als sie gegen Somerset verloren. In der Folgesaison gelang ihnen der Gewinn des Benson & Hedges Cups. Daraufhin wurden mit Kapil Dev, Rob Bailey und David Capel neue Spieler verpflichtet, die das One-Day Cricket noch weiter verbesserten. 1981 gelang wieder der Einzug ins Finale der NatWest Trophy, jedoch unterlag man dort nach ausgeglichenem Spielstand, weil man mehr Wickets verloren hatte. In der County Championship spielten sie derweil zumeist im Mittelfeld, wo sie auch den Rest der 1980er Jahre verblieben. Weiterhin wurden gute Ergebnisse in den One-Day-Wettbewerben erzielt. Nächste Finaleinzüge gab es 1987. Dort verloren sie sowohl in der NatWest Trophy gegen Nottinghamshire, als auch den Benson & Hedges Cup gegen Yorkshire. Letztere Niederlage war besonders Bitter, da sie abermals nach Run-Gleichheit auf Grund der mehr verlorenen Wickets verloren. 1989 wurde als neuer Überseespieler der west-indische Bowler Curtly Ambrose verpflichtet. 1990 erreichten sie ihr nächstes Finale in der NatWest Trophy, verloren aber mit 7 Wickets gegen Lancashire. Der nächste Titelgewinn gelang 1992 in der NatWest Trophy. Zwei letzte Finaleinzüge folgten 1995 in der NatWest Trophy und 1996 im Benson & Hedges Cup. Innerhalb von 20 Jahren hatten sie mit 10 Finalteilnahmen die meisten Auftritte in Lord’s, wo traditionell die Finale ausgetragen werden, von allen County-Mannschaften erreicht. Nach dieser Saison fiel Northamptonshire wieder zurück. In der ab 2000 geteilten County Championship spielten sie in der zweiten Division. 2000, 2003 und 2013 gelang ihnen jeweils der Aufstieg in die erste Division, aber in der Folgesaison mussten sie jeweils wieder absteigen. Weitere Titel erzielten sie im Twenty20 Cup. 2013 konnten sie Surrey klar schlagen und 2016 war es Batsman Josh Cobb, der Northamptonshire mit einer guten Leistung gegen Durham zum Titel verhalf.

## Stadion
Das Heimstadion des Clubs ist das County Cricket Ground in Northampton. Als weiteres Stadion wird heute gelegentlich das Campbell Park Cricket Ground in Milton Keynes verwendet.

## Erfolge

### County Cricket
Gewinn der County Championship (0): –

### One-Day Cricket
Gilette/NatWest/C&G Trophy/FP Trophy (1963–2009) (2): 1976, 1992
Sunday/National/Pro40 League (1969–2009) (0): –
Benson & Hedges Cup (1972–2002) (1): 1980
ECB 40/Clydesdale Bank/Yorkshire Bank 40 (2010–2013) (0): –
Royal London One-Day Cup (2014-heute) (0): –

### Twenty20
Twenty20 Cup/Friends Life t20/NatWest t20 Blast (2): 2013, 2016

## Statistiken

### Runs
Die meisten Runs im First-Class Cricket wurden von den folgenden Spielern erzielt:
| Spieler        | Spielzeiten | Runs   |
| -------------- | ----------- | ------ |
| Dennis Brookes | 1934–1959   | 28.980 |
| Geoff Cook     | 1971–1990   | 20.976 |
| Jack Timms     | 1925–1949   | 20.433 |
| Wayne Larkins  | 1972–1991   | 20.317 |
| Rob Bailey     | 1982–1999   | 20.181 |

### Wickets
Die meisten Wickets im First-Class Cricket wurden von den folgenden Spielern erzielt:
| Spieler         | Spielzeiten | Runs  |
| --------------- | ----------- | ----- |
| Nobby Clark     | 1922–1947   | 1.102 |
| George Thompson | 1905–1922   | 1.078 |
| Vallace Jupp    | 1923–1938   | 1.078 |
| George Tribe    | 1951–1959   | 1.021 |
| Albert Thomas   | 1919–1933   | 817   |